# Farrago
Farrago – sztuka Lidii Amejko, która powstała w 1996 roku. Była wielokrotnie wystawiana w polskich teatrach.
Główni bohaterowie to: Ekscelencja, św. Piotr oraz Wiktor Farrago.
Ekscelencja ucieleśnia Pana Boga. Jego ulubionym zajęciem jest oglądanie scen z wojen religijnych. Ekscelencja to osoba patrząca optymistycznie, wyrozumiała, obdarzona dziecięcą radością życia, a przez to skontrastowana ze swoim sługą i prawą ręką – św. Piotrem. To właśnie on zapowiada przybycie trzeciej postaci – Farrago. Wiktor jest aktorem filmów wysokobudżetowych. Odbywa się swoisty sąd nad nim. Jako jego przewinienia odtwarzane są role filmowe, zwykle czarne charaktery. Dla św. Piotra Farrago jest złoczyńcą zasługującym na piekło, najbardziej przeraża go brak skruchy u winowajcy i materialne pobudki czynów. Wydaje wyrok bez wahania. Jawi się jako "starotestamentowy sędzia", sprawiedliwy, ale i surowy, zasadniczy i nieprzejednany. Farrago podejmuje obronę. Stara się wyjaśnić nieporozumienie. Tłumaczy, iż jego praca daje ludziom przyjemność, rozrywkę, wprowadza ich w świat absurdalnej pewności, ale jest to świat odwracalny bez pojęć „brak” i „nigdy”. W końcu używa argumentu, że stwarza na niby. Ten ostatni zwrot intryguje Ekscelencję. Jako doskonały stwórca nie może zrozumieć określenia „na niby”. Kiedy Farrago podejmuje rozpaczliwą próbę ucieczki i odebrania kluczy św. Piotrowi, ten w chwili słabości wypowiada słowa Chrystusa: Panie mój, czemuś mnie opuścił!
Błyskawica powala na ziemię Wiktora. Św. Piotr ośmiela się zarzucić samemu Bogu, iż nie uratował swego Syna - „Ekscelencja sam udawał”. Bóg Ojciec milczy. Potem mówi, iż tak miało się stać. Można jednak dostrzec jak wiele ta sytuacja go kosztowała. Jego ojcowska miłość jest zwyczajnie ludzka.
Kiedy Farrago odzyskuje przytomność, nie wie, iż wkracza w inną sytuację. Nie ma pojęcia, o tym co stało się przed chwilą. Podejmuje znów swoją obronę, lecz inaczej. Wydaje się być w uniesieniu, jakby natchniony, nazywa siebie jednym, ale w dwóch osobach. Przy szyderstwach św. Piotra, opowiada o swojej samotności na scenie, kiedy zapalają się światła na widowni i zaczyna grać. Mówi o tekście autora i o pojedynczych słowach, którym nadaje sens i byt. Równocześnie Bóg Ojciec zaczyna sobie przypominać, jak stworzył świat. Farrago oddaje ciało swej postaci, Bóg stwarza człowieka na swój obraz i podobieństwo. Ten ponowny akt tworzenia, akt Farrago i Boga jest mistycznym momentem, pełnym ładu i harmonii.
W końcowej scenie św. Piotr przeglądając prasę stwierdza, iż moc nadawania nazw przedmiotom jest wykorzystywana przez człowieka do poprawiania „bożej rzeczywistości”. Zauważa wreszcie wzmiankę o Farrago, który otrzymawszy od Pana kolejną szansę, ma zamiar wcielić się w nową postać filmową – świętego Franciszka z Asyżu.
W 1998 Jarosław Żamojda wyreżyserował Farrago w Teatrze Telewizji. W tytułowej roli wystąpił Cezary Pazura, Ekscelencję zagrał Marek Walczewski, a Świętego Piotra Wiktor Zborowski.